# Понцано ди Фермо
Понца̀но ди Фѐрмо (на италиански: Ponzano di Fermo) е село и община в Централна Италия, провинция Фермо, регион Марке. Разположено е на 248 m надморска височина. Населението на общината е 1721 души (към 2011 г.).
До 2004 г. общината е част от провинция Асколи Пичено, когато участва в новата провинция Фермо.